# 丹皮尔陨击坑
丹皮尔陨击坑（Dampier）是火星门农尼亚区的一座撞击坑，中心坐标位于南纬15.73度、西经203.63度，直径27公里（17英里），其名称取自西澳大利亚州的丹皮尔镇，2021年，被国际天文联合会批准采用。
丹皮尔陨击坑位于伯顿陨击坑的南面，坑内还坐落了更小的卡拉萨陨击坑。